# Franco Comotti
Franco Comotti (n. 24 iulie 1906 – d. 10 mai 1963) a fost un pilot italian de Formula 1 care a evoluat în Campionatul Mondial în 1950 și 1952.